# Tadeusz Grygiel
Tadeusz Grygiel (ur. 6 lutego 1954, zm. 9 maja 2022) – polski koszykarz, występujący na pozycji obrońcy, czterokrotny mistrz Polski, reprezentant kraju.
Jest wychowankiem Śląska Wrocław, w którym występował od 1970. Z wrocławskim klubem wywalczył czterokrotnie mistrzostwo Polski (1977, 1979, 1980, 1981), dwukrotnie wicemistrzostwo Polski (1972, 1978), czterokrotnie brązowy medal mistrzostw Polski (1971, 1973, 1974, 1982) oraz Puchar Polski w 1972, 1973, 1977 i 1980. Po sezonie 1982/1983 kontynuował karierę na Węgrzech. W sezonie 1986/1987 występował w II-ligowej Pogoni Ruda Śląska.
Był reprezentantem Polski kadetów, juniorów i seniorów, wystąpił m.in. na mistrzostwach Europy seniorów w 1973 (12 miejsce) i 1975 (12 miejsce).
Po zakończeniu kariery był zawodnikiem i trenerem drużyn wrocławskiej ligi amatorskiej WRONBA. Trenowane przez niego zespoły dwukrotnie wygrywały te rozgrywki.
Zmarł 9 maja 2022.

## Osiągnięcia
Na podstawie, o ile nie zaznaczono inaczej.
Drużynowe
- Mistrz Polski (1977, 1979, 1980, 1981)
- Wicemistrz Polski (1972, 1978)
- Brązowy medalista mistrzostw Polski (1971, 1973, 1974, 1982)
- Zdobywca Pucharu Polski (1971–1973, 1977, 1980)
- Uczestnik rozgrywek międzynarodowych pucharu:
  - Europy Mistrzów Krajowych (1977/1978, 1980/1981 – grupa ćwierćfinałowa)
  - Saporty (1972/1973 – II runda, 1973/1974 – I runda, 1978/1979 – ćwierćfinał)

Reprezentacja
- Uczestnik mistrzostw Europy:
  - 1973 – 12. miejsce, 1975 – 8. miejsce
  - U–18 (1972 – 10. miejsce)